# Magyar 1. hadsereg

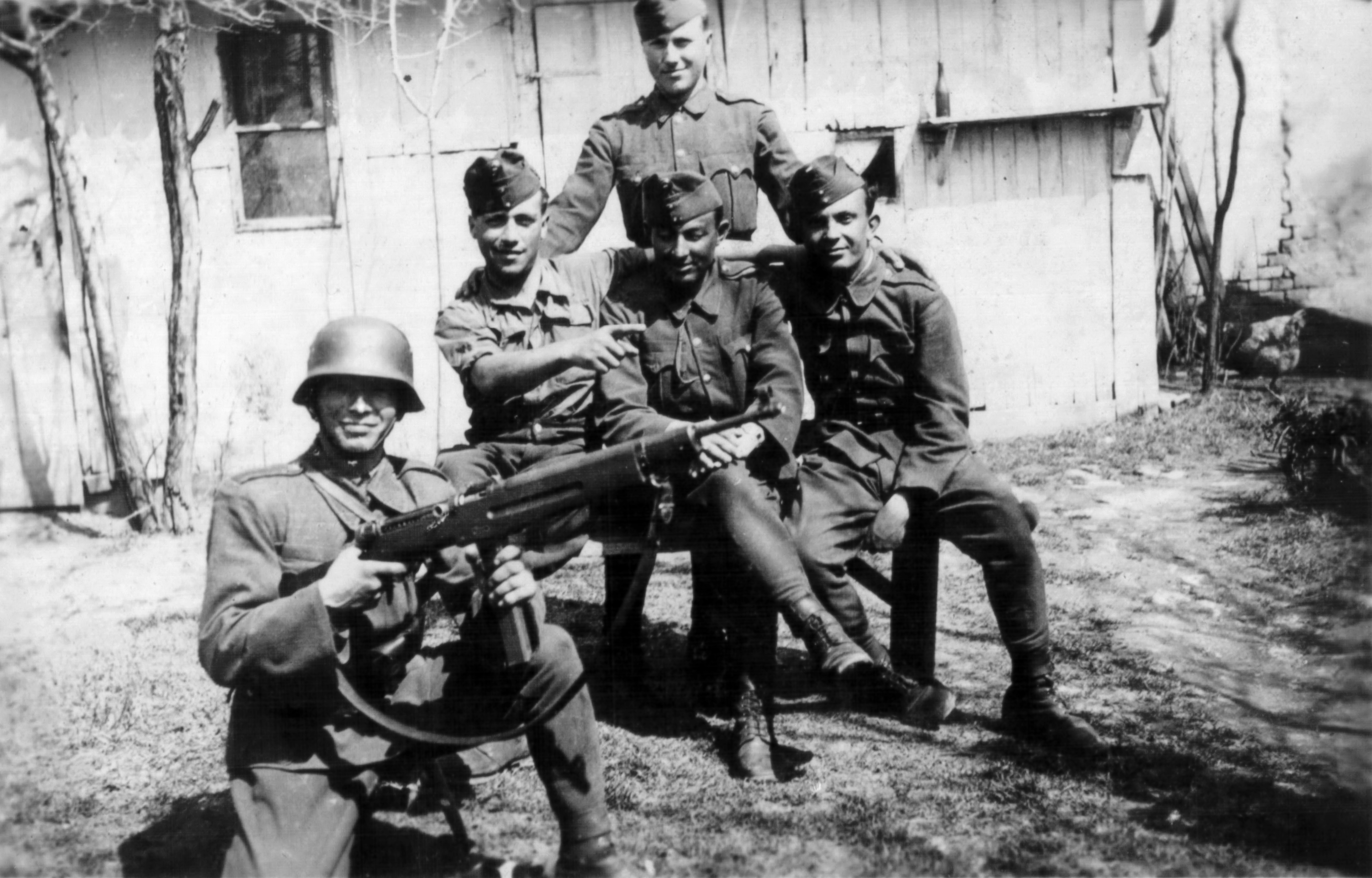
Az 1. magyar hadsereg katonái 1944 nyarán a Kárpátokban (a fegyverrel pózoló katona egy Király-géppisztolyt tart a kezében)

A Magyar 1. hadsereg a Huba-hadrenddel, 1940. március 1-jén létrehozott alakulat. Míg a Magyar 2. hadsereg a frontra küldött harcoló alakulat volt, addig a Magyar 1. hadsereg elsősorban határvédelmi feladatokat kapott. Állománya a VII, VIII. és IX. hadtestekből állt fel Nagy Vilmos altábornagy vezetésével. Őt nemsokára, 1941. február 1-jén Schweitzer István altábornagy követte.
Feladataiból adódóan sokáig nem mozgósították a második világháború során. 1944. január 6-án kapott mozgósítási parancsot, amikor már elkerülhetetlenné vált a Kárpát-medence védelmének megszervezése. Az 1943-ban, a Szabolcs-hadrend bevezetésével átalakított hadsereg ekkor a 16. és 24. gyaloghadosztályokból, valamint az 1. és 2. hegyidandárból állt. Ekkor Náday István vezérezredes volt a parancsnoka, aki 1942. augusztus 1-jétől 1944. április 1-jéig töltötte be ezt a posztot. Az állomány ebben az időpontban 136 000 fő volt.

## A Magyar 1. hadsereg (Kolozsvár) hadrendje 1941. április elején
Parancsnok: Schweitzer István altábornagy
- Vezérkari főnök: vitéz Feketehalmy-Czeydner Ferenc vezérőrnagy

### IV. hadtest (Debrecen)
Parancsnok: vitéz dési Bajnóczy József altábornagy
- Vezérkari főnök: Cseke Mihály vezérkari alezredes
- Tüzérségi pk.: Bogányi Károly vezérőrnagy
- Közig. vez. és állomáspk.: Kiskéry Lóránd vezérőrnagy
  - 16. gyalogdandár (Szolnok): vitéz Hunfalvy Elemér vezérőrnagy
  - 10. gyalogezred (Szolnok): vitéz Kuczoray Dezső ezredes
  - I. zászlóalj (Szolnok), II. zászlóalj (Berettyóújfalu), III. zászlóalj (Karcag); 16. tábori tüzérosztály (Szolnok): névedi Bokross László alezredes
  - 3717. gyalogdandár (Debrecen): vitéz Bakay Szilárd vezérőrnagy
  - 11. gyalogezred (Debrecen): Újlaky Jenő ezredes
  - I. zászlóalj (Debrecen), II. zászlóalj (Debrecen), III. zászlóalj (Orosháza); 18. tábori tüzérosztály (Orosháza); Ámon Ferenc alezredes
  - 18. gyalogdandár (Békéscsaba): Olgyay Károly vezérőrnagy
  - 19. gyalogezred (Békéscsaba): vitéz Dénesfalvy Dénes ezredes
  - I. zászlóalj (Békéscsaba), II. zászlóalj (Mezőtúr), III. zászlóalj (Orosháza), 18. tábori tüzérosztály (Orosháza): Noel Ödön alezredes
  - 66. határvadász-ezred (Orosháza): dezséri Bobok Miksa alezredes
  - 31. határvadász zászlóalj (Battonya), 20. határvadász-zászlóalj (Gyula)
  - 66. tüzérosztály (Orosháza)
  - VI. gépvontatású közepes tarackos üteg; VI. légvédelmi tüzérosztály; VI. közelfelderítő repülőszázad; VI. fogatolt és VI. gépvontatású vonatosztály.

### VIII. hadtest (Kassa)
Parancsnok: vitéz Szombathelyi Ferenc altábornagy
- Vezérkari főnök: alsókománai Álgya-Pap Zoltán vk. ezredes
- Tüzérségi parancsnok: vitéz Sajó János ezredes
- Közig. vez. és állomáspk: vitéz szilasi és pilisi Szilassy Iván vezérőrnagy

- - 22. gyalogdandár (Nyíregyháza): vitéz Máray Aladár vezérőrnagy
  - 12. gyalogezred (Nyíregyháza): vitéz Kozma Zoltán ezredes
  - 22. tábori tüzérosztály (Nyíregyháza): Klenóczy Aurél ezredes
  - 23. gyalogdandár (Kassa): vitéz Máthé Kálmán vezérőrnagy
  - 21. gyalogezred (Kassa): vitéz Pőtze Dezső ezredes
  - I. zászlóalj (Kassa); II. zászlóalj (Kassa); III. zászlóalj (Szerencs)
  - 23. tábori tüzérosztály: testhali Jordán János ezredes (Kassa)
  - 24. gyalogdandár (Ungvár): vitéz  Vásárhelyi Andor vezérőrnagy
  - 24. gyalogezred (Ungvár): vitéz Vizy Antal ezredes
  - I. zászlóalj (Ungvár); II. zászlóalj (Huszt); III. zászlóalj (Munkács)
  - 24. tábori tüzérosztály (Munkács): vitéz  alsóviszokai Gerlóczy László ezredes
  - 8. határvadász-dandár (Munkács): nagyrákói és kelemenfalvi Rakovszky György vezérkari ezredes
  - 2. határvadász-zászlóalj (Borsa): Sziklay Alfréd alezredes;
  - 3. határvadász-zászlóalj (Rahó): Batta Andor alezredes;
  - 10. határvadász-zászlóalj (Ökörmező): Gönczy Aladár alezredes;
  - 3811. határvadász-zászlóalj (Fenyvesvölgy): Magda Elek alezredes;
  - 25. határvadász-zászlóalj (Vezérszállás): Kunéry Gábor alezredes;
  - 26. határvadász-zászlóalj (Nagyberezna): ?
  - 8. határvadász-tüzérosztály (Munkács): Sopronfalvy Jenő ezredes
  - VIII. kerékpáros zászlóalj (Nagyszőllős): Becsey Jenő ezredes; VIII. gépvontatású közepes tarackos üteg; VIII. légvédelmi tüzérosztály; VIII. utász zászlóalj; VIII. híradó zászlóalj; VIII. lovas század; VIII. közelfelderítő repülőszázad; VIII. fogatolt és VIII. gépvontatású vonatosztály.

### IX. hadtest (Kolozsvár)
Parancsnok: szentgyörgyvári Stirling László altábornagy
- Vezérkari főnök: vitéz Horváth Ferenc vezérkari ezredes
- Tüzérségi pk.: vitéz Oláh József ezredes
- Közig. vez. és állomáspk.: Berkovich Brunó vezérőrnagy

- - 25. gyalogdandár (Nagyvárad): vitéz Góthay Béla vezérőrnagy
  - 25. gyalogezred (Nagyvárad): vitéz kisóczi Kálmán Imre ezredes
  - I. zászlóalj (Nagyvárad); II. zászlóalj (Zilah); III. zászlóalj (Nagykároly)
  - 25. tábori tüzérosztály (Zilah): Szepesváraljay Alfonz alezredes
  - 26. gyalogdandár (Dés): vitéz Marschalkó Béla vezérőrnagy
  - 26. gyalogezred (Dés): vitéz Kászonyi Zoltán ezredes
  - I. zászlóalj (Kolozsvár); II. zászlóalj (Dés); III. zászlóalj (Beszterce)
  - 26. tábori tüzérosztály (Szamosújvár): vitéz Cseh Kálmán alezredes
  - 27. gyalogdandár (Marosvásárhely): vitéz Kolthay Ferenc vezérőrnagy
  - 27. gyalogezred (Marosvásárhely): vitéz Császy József ezredes
  - I. zászlóalj (Sepsiszentgyörgy); III. zászlóalj (Székelyudvarhely);
  - III. zászlóalj (Marosvásárhely)
  - 27. tábori tüzérosztály (Marosvásárhely): Bálint József alezredes
  - 9. határvadászdandár (Gyergyószentmiklós): vitéz Lághy Emil vezérőrnagy
  - 21. határvadász-zászlóalj (Gyergyótölgyes); 24.határvadász-zászlóalj (Kézdivásárhely)
  - 32. határvadász-zászlóalj (Csíkszereda); 33. határvadász-zászlóalj (Tihucza)
  - 9. határvadász-tüzérosztály (Gyergyószentmiklós): Kereszthy György alezredes
  - 69. határvadász ezred (Marosvásárhely): Ákosy Károly alezredes
  - 22. határvadász-zászlóalj (Beszterce); 23. határvadász-zászlóalj (Marosvásárhely); 34. határvadász-zászlóalj (Székelyudvarhely);
  - 69. határvadász-tüzérosztály (Marosvásárhely): szigeti Szabó Géza alezredes
  - 39IX. gépvontatású közepes tarackos üteg; IX. légvédelmi tüzérosztály;
  - IX. utász zászlóalj; IX. híradó zászlóalj; IX. lovasszázad; IX. közelfelderítő repülőszázad; IX. fogatolt és IX. gépvontatású vonatosztály

## Részvétele a háborúban

### Védelemben (1944. január 6–április 1.)
A Magyar 1. hadsereg az 1940 óta épített Árpád-vonalat foglalta el. Az Árpád-vonal a második védelmi vonal volt a Szabolcs-vonal mögött. Helyőrségi erődítményekből és a közöttük húzódó védelmi rendszerekből, árkokból, töltésekből, szögesdrótakadályokból és aknazárakból állt. A hágókat ellenőrző településekbe telepítették a helyőrségeket, de minden patakvölgyet, szorost és járható utat lezártak. A hegygerincek mentén hegyivadászok őrizték a határt.

### Támadásban (1944. április 16–augusztus 1.)
A védelmi berendezkedést azonban már tavasszal el kellett hagyniuk, mivel a német fronton mintegy 200 km-es rés keletkezett, aminek betömésére az 1. magyar hadsereget Galíciába küldték. Már túl voltunk a Margarethe hadműveleten, Magyarország német megszállás alá került, és a Horthy-féle minimális háborús részvételt felváltotta a német igények teljes kielégítése. Ekkor például Nádayt felmentették, mert a hadsereg határon túli bevetését elutasította. Őt Lakatos Géza követte május 15-ig, Beregfy Károly augusztus 1-ig, Miklós Béla október 16-ig, végül László Dezső a hadifogságba eséséig, 1945. május 8-ig.
Az áprilisi offenzíva részleges sikereket, majd hatalmas veszteségeket hozott. A rést betöltötték és több települést foglaltak vissza, de a műszaki állomány háromnegyede mellett 15 500 fő volt a veszteséglistán. Július 22-én a védelmi vonal bal szárnyát váratlan támadás érte, a további veszteségek elkerülése miatt megkezdték a visszavonulást. A későbbiekben erősítés érkezett és szervezeti változások következtek. Végül a németek Dél-Lengyelországba akarták vezényelni az alakulatokat, míg Horthy Miklós parancsa szerint a hadsereg csak Magyarország felé vonulhatott volna vissza. Az újabb főparancsnokváltás után Miklós Béla vezetésével kezdték meg a visszavonulást a Kárpátok felé. Júniusban megegyeztek az Ukrán Felkelő Hadsereggel, ami után jelentősen csökkent az ukrán partizánok aktivitása.

### Védelemben (1944. augusztustól)
Kéri Kálmán felügyelete alatt újabb erősítésekkel és mintegy 20 000 fő német katona csatlakozásával a Magyar 1. hadsereg létszáma augusztusban elérte a 200 000 katonát, és berendezkedtek a kiépített védelmi vonalakban, egészen a Hunyadi-vonalig, amely a legkülső, már a határokon kívül létesített elő-akadályrendszer volt. Beérkezett a 6, 10. és 13. gyaloghadosztály, a 16. és 18, valamint 19. és 20. könnyűhadosztályokat egyesítették.
A 4. Ukrán Front támadta az Északkeleti-Kárpátokat, amelyet éppen a Magyar 1. hadseregen és a védelmi vonalakon való áttörésre szerveztek meg a szovjetek, céljuk Ungvár és Munkács közvetlen elérése volt. A késlekedés miatt Malinovszkij 2. Ukrán Frontja azt a kiegészítő feladatot kapta, hogy szeptember 15-re törjön be Erdély középső részébe, hogy délről, a védelem hátából tudja segíteni az áttörést. Összességében azonban mintegy két és fél hónapon át tartóztatták fel a szovjet hadsereget a magyar védők. A további ellenállásnak Románia augusztus 23-ai átállása miatt nem volt értelme, mivel a védelmi vonalakat a szovjetek már képesek voltak délről megkerülni.
A szovjet hadvezetés valamilyen okból késlekedett ezzel a manőverrel, a Déli-Kárpátokon nem törtek át az ősz elején és csak október elején jutottak ki az Alföldre. Ekkor zajlott le a hortobágyi páncéloscsata, zömmel a Magyar 3. hadsereg kiegészített állományával, amire épp azért volt szükség, hogy a páncélosok fedezzék a Magyar 1. hadsereg visszavonulását és lehetővé tegyék új állások elfoglalását. A szovjet vezérkar, a Sztavka parancsát Malinovszkij szeptember 15-én vette kézhez, amelyben szeptember 19-i végső határidőt kapott arra, hogy Szolnoknál elérje a Tiszát és segítsen a 4. Ukrán Frontnak a Kárpátok leküzdésében.
Végül az 1. hadsereg csak október 17-én hagyta el a Kárpátok védvonalait. Egyelőre csak Ungvárig, de decemberben már a 8. német hadsereg alárendeltségében Csehszlovákia területén jártak, a hónap végére a korábbi cseh–magyar határon. A Magyar 1. hadsereg szétszóródott alakulatainak egy része a Dunántúlon gyűlt össze. Utolsó nagyobb bevetésük 1945 januárjában, az ostromlott Budapest felmentésére irányuló Konrád hadműveletek támogatása lett volna, de mire megindultak, már csak a visszavonuló németeket fedezhették. A szovjet offenzíva során a német hadsereggel együtt vonultak vissza, legtöbb egységük az osztrák határnál megadta magát.